# Rod (måttenhet)
Rod eller stång, är ett äldre längdmått i Storbritannien, Irland och USA. Den är en lantmätares verktyg och längdenhet med olika historiska definitioner, ofta mellan cirka 3 och 8 meter (9 fot 10 tum och 26 fot 2 tum). I moderna amerikanska tradionella enheter definieras den som 16 ½ US undersökningsfot, lika med exakt 1/320 av en mile, eller en fjärdedel av en lantmätares kedja (5 ½ yards), och är exakt 5,0292 meter. Stången är användbar som en längdenhet eftersom heltalsmultiplar av den kan bilda ett tunnland kvadratiskt mått (area). Det "perfekta tunnlandet" är ett rektangulärt område på 43 560 kvadratfot, avgränsat av sidor på 660 fot (furlong) långa och 66 fot breda (220 yards x 22 yards) eller, motsvarande, 40 gånger 4 stänger. En acre är därför 160 kvadratstänger eller 10 kvadratkedjor.
Namnet perch härstammar från den antika romerska enheten, pertica. Måttet har också en relation med den militära piken av ungefär samma storlek. Båda måtten är från det 1500-talet,när piken fortfarande användes i nationella arméer. Verktyget har till stor del ersatts av elektroniska verktyg som lantmätarlaser (lidar) och optiska mätanordningar för mätning av mark. Lantmätarnas stänger och kedjor används fortfarande i grov terräng med kraftig igenväxning, där laser eller andra optiska mätningar är svåra eller omöjliga att använda. I dialektal engelska har termen lug, vanligen 16 1/2 fot, också använts, även om Oxford English Dictionary säger att den också kan vara 15, 18, 20 eller 21 fot.
I USA definierades, fram till 1 januari 2023, stången ofta som 16,5 US survey feet, eller ungefär 5,029210058 m.

## Historik

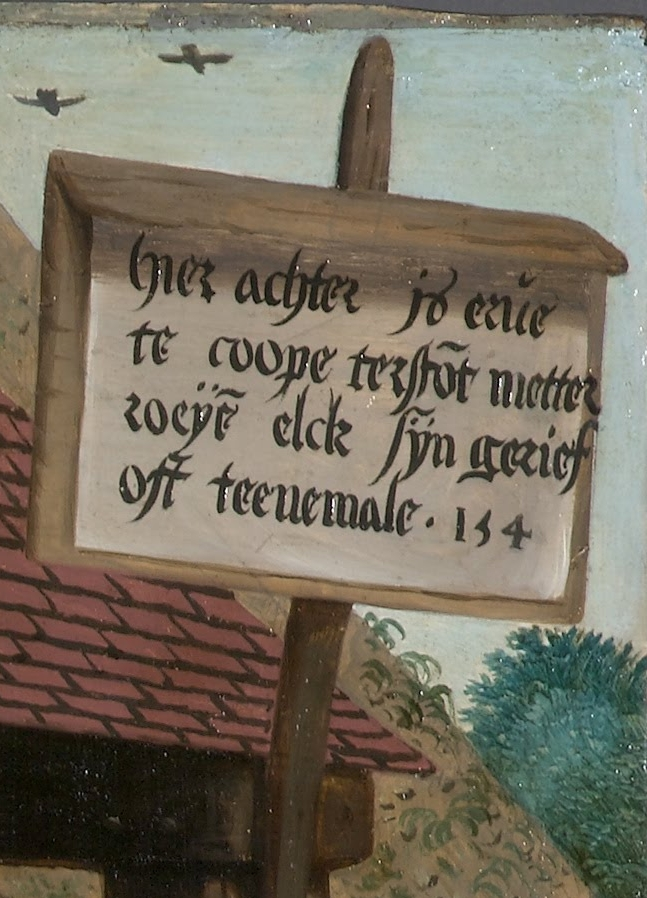
Skylten som ingår i Pieter Aertsens målning A Meat Stall with the Holy Family Giving Alms lyder på flamländska: "här bakom finns 154 stänger av mark till salu omedelbart, antingen med en stång enligt din bekvämlighet eller alla på en gång".

I England avråddes perch officiellt till förmån för stången redan på 1400-talet, men lokala seder behöll dess användning. På 1200-talet registrerades perch på olika sätt i längder av 18 fot (5,49 m), 20 fot (6,1 m), 22 fot (6,71 m) och 24 fot (7,32 m) och även så sent som 1820, noterar en rapport från House of Commons längder på 16 ½ fot (5,03 m), 18 fot (5,49 m), 21 fot (6,4 m), 24 fot (7,32 m) och till och med 25 fot (7,62 m). I Irland standardiserades en perch till 21 fot (6,4 m), vilket gjorde en irländsk kedja, furlong och mile proportionellt längre med 27,27 procent än det "standardiserade" engelska måttet.
Tills den engelske kungen Henrik VIII beslagtog den romersk-katolska kyrkans land 1536, var kartering som vi nu känner den i huvudsak okänd. Istället användes ett narrativt system av landmärken och listor. Henrik VIII ville samla in ännu mer pengar för sina krig än vad han hade tagit direkt från kyrkans egendom (han hade också tagit på sig klostrens skulder) och som James Burke skriver och citerar i boken Connections att den engelske munken Richard Benese "skrev en bok om hur man kartlägger land med hjälp av dåtidens enkla verktyg, en stång med snöre som har knutar med vissa intervall, vaxad och hartsad mot vått väder." Benese beskrev poetiskt måttet på en acre i termer av en perch:
”ett tunnland skogsmark, även av fyldlande [hed] är alltid fyrtio perch i längd och fyra perch i bredd, även om ett tunnland skogsmark är mer i kvantitet [värde, dvs. värderades mer kommersiellt] än ett tunnland fyldelande”
Bruket att använda lantmätares kedjor och perchlängder gjorda som en delbar styv kedja, kom ungefär ett sekel senare när järn var ett mer rikligt och vanligt material. En kedja är en större längdenhet som mäter 66 fot (20,1168 m), eller 22 yards, eller 100 länkar ,  eller 4 stänger (20,1168 meter). Det går 10 kedjor eller 40 stänger på en furlong (åttondels mil), och 80 kedjor eller 320 stänger på en mile (1760 yards, 1609,344 m, 1,609344 km) vars definition lagligen fastställdes 1593 och populariserades av kunglig lantmätare (kallad "den svurne betraktaren") John Ogilby först efter den stora branden i London (1666).
Ett tunnland definieras som arean av 10 kvadratkedjor (det vill säga en yta av en kedja gånger en furlong), och härrör från formerna av nyteknologiska plogar och önskan att snabbt överblicka beslagtagna kyrkoland till en kvantitet av rutor för snabb försäljning av Henry VIII:s agenter. Köpare ville helt enkelt veta vad de köpte medan Henrik VIII samlade in pengar för krig mot Skottland och Frankrike.  Följaktligen har lantmätarens kedja och lantmäteristänger eller perch använts i flera århundraden i Storbritannien och i många andra länder påverkade av brittisk praxis som Nordamerika och Australien. Vid tiden för den industriella revolutionen och den snabbare markförsäljningen, kanal- och järnvägsprojekteringar, etc. Lantmätarestänger som används av George Washington var i allmänhet gjorda av formstabil metall - halvflexibelt draget smidesjärn, länkbart stångmaterial (ej stål), så att de fyra vikta elementen i en kedja var lätta att transportera genom buskar och grenar när de bars av en enda man i en besiktningsmans besättning. Med ett direkt förhållande till längden av en lantmätares kedja och sidorna av både en acre och en square mile, var de vanliga verktyg som användes av lantmätare, om så bara för att lägga ut en känd plottbar baslinje i ojämn terräng och sedan fungerade som referenslinje för instrumentella (teodolit) trianguleringar. 
Stänger som undersökningsmått standardiserades av Edmund Gunter i England 1607 som en fjärdedel av en kedja (på 66 fot (20,12 m)), eller 16 ½ fot (5,03 m) lång.

### I gamla kulturer
Perch som ett linjärt mått i Rom (även decempeda) var 10 romerska fot (2,96 meter), och i Frankrike varierade från 10 fot (perche romanie) till 22 fot (perche d'arpent - tydligen) en tiondedel av "en pils räckvidd"—cirka 220 fot). För att förvirra saken ytterligare var, enligt forntida romersk definition, en arpent lika med 120 romerska fot. Den relaterade enheten för kvadratmått var scrupulum eller decempeda quadrata, motsvarande cirka 8,76 m2 (94,3 sq ft).

### I det kontinentala Europa
Enheter jämförbara med perch eller stång användes i många europeiska länder, med namn som franska: perche och canne, tyska: Ruthe, italienska: canna och pertica, polska: pręt och spanska: canna. De var indelade på många olika sätt och var av många olika längder.

### I Storbritannien
I England definierades stång eller perch först i lag av Composition of Yards and Perches, en av de osäkra stadgarna härstammar från slutet av 1200-talet till tidigt 1300-tal: tres pedes faciunt ulnam, quinque ulne & dimidia faciunt perticam (tre fot gör en yard, fem och en halv yard gör en perch).
Kedjans längd standardiserades 1620 av Edmund Gunter till exakt fyra st’nger. Fälten mättes i tunnland, som var en kedja (fyra stänger) gånger en furlong (i Storbritannien, tio kedjor).
Stänger av metall en stång långa användes som längdstandard vid uppmätning av land. Stången var fortfarande i bruk som en vanlig måttenhet i mitten av 1800-talet, när Henry David Thoreau ofta använde den när han beskrev avstånd i sitt arbete, Walden.
I traditionella skotska enheter, mäter en skotsk rood (ruid i Lowland Scots, ròd på skotsk gaeliska) också 222 tum (6 alnar).

## Modern användning
Stången fasades ut som laglig måttenhet i Storbritannien som en del av en tioårig metersprocess som började den 24 maj 1965.
I USA baserades stång, tillsammans med kedja, furlong och mile (liksom mättum och mätfot) på värdena före 1959 för USA:s vanliga linjära måttenheter fram till 1 januari 2023. Mendenhall Order från 1893 definierade yard som exakt 3600 ⁄ 3937 meter, med alla andra linjära måttenheter, inklusive stång, baserat på yard. År 1959, definierade ett internationellt avtal (det internationella varvet och pundavtalet), yard som den grundläggande längdenheten i Imperial/USCU-systemet, definierad som exakt 0,9144 meter. Emellertid kan de ovannämnda enheterna, när de används vid mätning, behålla sina värden från före 1959, beroende på lagstiftningen i varje stat. US National Geodetic Survey och National Institute of Standards and Technology [24]har ersatt definitionen för de ovan nämnda enheterna med den internationella 1959 års definition av foten, som är exakt 0,3048 meter.
Trots att stånginte längre används i stor utsträckning, används det fortfarande inom vissa specialiserade områden. Inom rekreationspaddling mäter kartor portages (vägar över land där kanoter måste bäras) i stänger, typiska kanoter är ungefär en stång långa. Termen har också i utbredd användning vid förvärv av rörledningsservitut, eftersom erbjudandena om ett servitut ofta uttrycks på ett "pris per stång".